# Nannocharax rubrolabiatus
Nannocharax rubrolabiatus és una espècie de peix de la família dels citarínids i de l'ordre dels caraciformes.

## Morfologia
- Els mascles poden assolir 6 cm de longitud total.
- Nombre de vèrtebres: 37.[4]

## Hàbitat
És un peix d'aigua dolça i de clima tropical (23 °C-25 °C).

## Distribució geogràfica
Es troba a Àfrica: conca del riu Sanaga (el Camerun).